# Luttemanska kvartetten
Luttemanska kvartetten, manskvartett grundad 1865 av tenorsångaren Hugo Lutteman (1837–1889) i Uppsala. Kvartetten gjorde sig känd genom omfattande turnéer inom och utanför Sverige. Kvartetten bestod, förutom Lutteman, också av Zacharias Köster, Edvard Ellberg och Gustaf Rydberg. Efter flera rekonstruktioner upplöstes gruppen 1910.

## Historik
Luttemanska kvartetten bildades 1865 och bestod till en början av Hugo Lutteman, Zacharias Köster, Edvard Ellberg och Gustaf Rydberg. Under de förstår åren resten kvartetten genom Sverige och Norge. 1873 upplöstes Luttemanska kvartetten och även den Notiniska kvartetten. De bildade samma år en ny kvartett under namnet Luttemanska kvartten. De bestod av Hugo Lutteman, Axel Notini, A. Björkman och Edvard Ellberg.

## Medlemmar
- 1865–1883: Hugo Lutteman
- 1865: Zacharias Köster
- 1865–1873: Edvard Ellberg (1841–1876)
- 1865: Gustaf Rydberg
- 1873–1875: A. Björkman, andre tenor.
- 1873–1875: Edgren, andre tenor.
- 1873–1875: Axel Notini, förste tenor.
- 1874: Petrus Blomberg
- 1876–1877: Fr. Lagerholtz
- 1876–1877: Emil Lindquist
- 1876–1880: Theodor Lundgren
- 1876–1880: Edvard Düring
- 1880–1890: Axel August Alexander Fischer
- 1880: S. Smedberg
- 1881: S. Backlund.
- 1881–1898: C. O. Fröholm, första tenor.
- 1881–1901: Emil Schill, första bas.
- 1882: Edv. Ödlund.
- 1882–1901: Chr. Smith, andra tenor.
- 1883–1903: Gustaf Edvard Kindlundh, andra bas.[3]
- 1885–1901: F. Eriksson.
- 1885–1898: Nils Löwenmark.
- 1884–1886: Claes Henning.[4]
- 1901–1906: David Stockman, tenor.[5]